# Cheap Thrills (Big Brother and the Holding Company)
Cheap Thrills è il secondo album in studio della Big Brother and the Holding Company, pubblicato il 12 agosto 1968.

## Descrizione
Cantante del gruppo era Janis Joplin. 
L'album raggiunse la vetta nelle classifiche Billboard, mantenendo tale posizione per otto settimane, vendendo più di un milione di copie.
La rivista Rolling Stone l'ha inserito al 372º posto della sua lista dei 500 migliori album.
La copertina dell'album è stata disegnata da Robert Crumb.

## Tracce

### LP
Lato A
1. Combination of the Two – 5:45 (Sam Andrew)
2. I Need a Man to Love – 4:56 (Janis Joplin, Sam Andrew)
3. Summertime (dall'opera Porgy and Bess) – 3:59 (George e Ira Gershwin, DuBose Heyward)
4. Piece of My Heart – 4:12 (Bert Berns, Jerry Ragovoy)

Lato B
1. Turtle Blues – 4:21 (Janis Joplin)
2. Oh, Sweet Mary – 4:16 (Peter Albin, Sam Andrew, David Getz, James Gurley, Janis Joplin)
3. Ball and Chain – 9:30 (Big Mama Thornton)

### Riedizione CD del 2007
1. Combination of the Two – 5:47 (Sam Andrew)
2. I Need a Man to Love – 4:53 (Janis Joplin, Sam Andrew)
3. Summertime – 4:00 (George e Ira Gershwin, DuBose Heyward)
4. Piece of My Heart – 4:15 (Bert Berns, Jerry Ragovoy)
5. Turtle Blues – 4:21 (Janis Joplin)
6. Oh, Sweet Mary – 4:15 (Peter Albin, Sam Andrew, David Getz, James Gurley, Janis Joplin)
7. Ball and Chain – 9:28 (Big Mama Thornton)
8. Roadblock (Studio Outtake) – 5:33 (Peter Albin, Janis Joplin)
9. Flower in the Sun (Studio Outtake) – 3:05 (Sam Andrew)
10. Catch Me Daddy (Live) – 5:31 (Peter Albin, Sam Andrew, David Getz, James Gurley, Janis Joplin)
11. Magic of Love (Live) – 3:58 (Mark Spoelstra)

## Formazione
- Janis Joplin – voce
- Sam Andrew – chitarra, basso
- James Gurley – chitarra
- Peter Albin – chitarra, basso
- David Getz – batteria
- Sam Andrew – voce solista (tracce 1 e 5)
- James Gurley – chitarra solista (tracce 1 e 7)
- Sam Andrew – chitarra solista (tracce 2 e 4)
- Sam Andrew – arrangiamento (traccia 3)
- John Simon – pianoforte (traccia 5)
- Peter Albin – chitarra solista (tracce 5 e 6)